# Seznam rakousko-uherských velvyslanců ve Spojeném království
Toto je chronologický přehled diplomatických zástupců habsburského soustátí ve Spojeném království od vzniku Rakouska-Uherska do přerušení diplomatických styků na začátku první světové války. Diplomatické vazby mezi oběma zeměmi byly kontinuální v podstatě od 17. století (s výjimkou válek) a řada habsburských diplomatů obdržela pro svou misi hodnost velvyslance. Trvalý a stálý statut velvyslanectví získala rakouská ambasáda v Londýně v roce 1860. Posledním rakousko-uherským velvyslancem ve Velké Británii byl hrabě Albert Mensdorff, který měl příbuzenské vazby na britskou královskou rodinu. 

### Seznam velvyslanců Rakouska-Uherska ve Spojeném království 1867–1914
| Jméno (životní data)                                     | Foto | Nástup do funkce  | Konec funkce      |
| -------------------------------------------------------- | ---- | ----------------- | ----------------- |
| Rudolf hrabě Apponyi de Nagy Apponyi (1812–1876)         |      | 7. března 1856    | 8. listopadu 1871 |
| Friedrich Ferdinand hrabě Beust (1809–1886)              |      | 8. listopadu 1871 | 3. listopadu 1878 |
| Alois hrabě Károlyi de Nagy Károly (1825–1889)           |      | 3. listopadu 1878 | 20. června 1888   |
| František hrabě Deym ze Stříteže (1838–1903)             |      | 18. října 1888    | 3. září 1903      |
| Albert hrabě Mensdorff-Pouilly-Dietrichstein (1861–1945) |      | 28. dubna 1904    | 13. srpna 1914    |

Přerušení diplomatických styků po vypuknutí první světové války